# Pacoros II de Pàrtia
Pacoros II (en persa: Pākōr) va ser rei de Pàrtia de l'any 77 (reconegut el 79) fins al 105.
Generalment se'l suposa fill de Vonones II de Pàrtia i germà de Vologès I de Pàrtia. El 51, al morir el seu pare després de regnar només dos mesos, va rebre el regne de Mèdia Atropatene. L'any 72, davant la invasió dels alans, va fugir d'aquest regne i el 73 era a la cort de Ctesifont, però devia tornar a Atropatene poc després.
L'any 77 aC en ser proclamat rei de Pàrtia el seu nebot Vologès II, es va revoltar i després de dos anys de guerra civil, va aconseguir el poder. Algunes fonts el fan cosí i no oncle de Vologès II, ja que seria fill de Vardanes II de Pàrtia, germà gran de Vologès II.
L'any 101 Pacoros va enviar una ambaixada a la dinastia Han de la Xina.
Cassi Dió diu que va vendre el regne d'Osroene (és a dir la sobirania) al rei Abgar VI d'Osroene. Ammià Marcel·lí diu que va construir les muralles de Ctesifont.
Va tenir dos rivals al tron, només coneguts per les monedes: Artaban IV, entre els anys 80 i 90 i Vologès III, cap a l'any 105, al final del seu regnat. Pacoros va morir el 105 i el va succeir son germà Osroes I.
| Precedit per: Vologès II | Imperi Part | Succeït per: Osroes I |